# Осока блестящеплодная
Осо́ка блестящепло́дная, или Осока блестя́щая (лат. Cārex liparocārpos) — многолетнее травянистое растение, вид рода Осока (Carex) семейства Осоковые (Cyperaceae). Включена в Красную книгу Украины.

## Распространение и экология
Причерноморско-средиземноморский вид. Произрастает на юге Восточной Европы.
Как правило, растёт на задернованных меловых склонах, в зарослях степных кустарников.

## Ботаническое описание
Многолетнее травянистое растение высотой от 10 до 25 см, с длинным корневищем.
Листья узколинейные, 2,5—3 мм шириной.
Тычиночный колосок один, редко два, возвышающийся над пестичными колосками на верхушке стебля.
Плоды — голые или слегка шероховатые округлые орешки (мешочки) с короткими двузубчатыми носиками.

## Значение и применение
Важное растение в рационе северного оленя (Rangifer tarandus).

## Охрана
Помимо включения в Красную книгу Украины, включена в Красную книгу Волгоградской области и в Красную Книгу Донецкой области.

## Ботаническая классификация

### Синонимы
По данным The Plant List на 2013 год, в синонимику вида входят:
- Carex brevirostrata Poir.
- Carex lamarckii Wood
- Carex lucida Clairv.
- Carex nitida Host, nom. illeg.
- Carex palentina Losa & P.Monts.
- Lamprochlaenia nitida Fedde & J.Schust.